# Nuša Rajher
Nuša Rajher (Marburgo, 20 luglio 1983) è una taekwondoka slovena.

## Palmarès

### Europei di taekwondo
- Bronzo a Campionati europei di taekwondo 2010